# Hämeenkyrö
Hämeenkyrö [ˈhæmeːnˌkyrø] (schwed. Tavastkyro) ist eine Gemeinde in der Landschaft Pirkanmaa im Westen Finnlands.

## Dörfer
Haukijärvi, Heinijärvi, Herttuala, Hiironen, Hirvola, Ilottula, Jumesniemi, Järvenkylä, Kalkunmäki, Kierikkala, Komi, Kostula, Kuotila, Kyröspohja, Laitila, Lavajärvi, Lemmakkala, Mahnala, Muotiala, Myllymäki, Palko, Pappila, Parila, Pentinmaa, Pinsiö, Pukara, Pyöräniemi, Räystö, Sarkkila, Sasi, Sirkkala, Timi, Tokoinen, Tuokkola, Turkkila, Untila, Urjainen, Uskela, Vanaja, Vesajärvi, Äkönmaa

## Gemeindepartnerschaften
Hämeenkyrö unterhält folgende Gemeindepartnerschaften:
- Mustvee (Estland), seit 1994
- Raja (Estland), seit 1996
- Lunéville (Frankreich), seit 1997
- Torgau (Deutschland), seit 1998 (freundschaftliche Beziehungen)

## Bekannte Söhne und Töchter
- Yrjö Sakari Yrjö-Koskinen (1830–1903), Politiker
- Frans Eemil Sillanpää (1888–1964), Schriftsteller
- Arvo Tuominen (1894–1981), Politiker
- Paavo Yrjölä (1902–1980), Leichtathlet
- Jussi Selo (* 1985), Sänger der Band Uniklubi, sowie alle anderen Mitglieder der Band mit Ausnahme des aus Ikaalinen stammenden Bassisten